# Élection municipale de 1978 à Washington D.C.
Les élections municipales de 1978 à Washington D.C. se sont tenues le 7 novembre 1978 afin d'élire le maire. Le maire sortant est battu au primaire démocrate et Barry est désigné candidat.
Marion Barry est élu maire.

## Primaire démocrate
| Résultats | Résultats | Résultats         | Résultats | Résultats |
| Partis    | Partis    | Candidats         | Voix      | %         |
| --------- | --------- | ----------------- | --------- | --------- |
|           | Démocrate | Marion Barry Jr.  | 31 265    | 34,94     |
|           | Démocrate | Sterling Tucker   | 29 909    | 33,43     |
|           | Démocrate | Walter Washington | 28 286    | 31,62     |

## Résultats
| Résultats | Résultats    | Résultats        | Résultats | Résultats |
| Partis    | Partis       | Candidats        | Voix      | %         |
| --------- | ------------ | ---------------- | --------- | --------- |
|           | Démocrate    | Marion Barry Jr. | 68 354    | 70,16     |
|           | Républicain  | Arthur Fletcher  | 27 366    | 28,09     |
|           | Travailliste | Susan Pennington | 1 066     | 1,09      |
|           | Indépendant  | Glova Scott      | 638       | 0,66      |